# 对立度算法
对立度算法是一种根据对立度进行计算的智能算法。其中，对立度是指两种数据对象之间的对立程度；若对象之间对立程度越高，说明其距离越远；若对象之间对立度程度越低，说明其距离越近。

## 应用
对立度算法已经应用在了多个安全工程领域，例如
- 对立度算法在金属磨损中的预测应用，通过对比BP神经网络算法，证明了算法的精度（SCI WOS: 000348343800010; EI Accession Number: 20150200417176）。[1]
- 对立度算法在瓦斯安全的工程数据预测中的应用，其正确率达到了100%[2]。
- 对立度算法在煤与瓦斯突出的应用，正确率达到了100%[3]。
- 对立度算法在软土地基沉降中的应用[4]。